# Z70-es zónázó személyvonat
A Z70-es zónázó személyvonat egy budapesti elővárosi vonat Budapest-Nyugati pályaudvar és Szob között. Budapest és Vác között nem áll meg, Vác és Szob között pedig Dömösi átkelés kivételével minden állomáson és megállóhelyen megáll. Vonatszámuk négyjegyű, 23-mal kezdődik, utolsó előtti számjegyük Szob felé páratlan, Budapest felé páros.

## Története
Budapest és Szob között korábban is járt azonos megállási renddel személyvonat, a Z70-es jelzést 2014. december 14-étől viseli.

## Járművek
A vonalon MÁV 815 sorozatú, valamint MÁV 415 sorozatú motorvonatok közlekednek.

## Útvonala
Ütemes menetrend szerint minden óra ugyanazon percében indul és érkezik mindegyik állomáson. Hétköznap és hétvégén is óránként közlekedik.
| 0  | Budapest-Nyugati végállomás | 57 | 9, 26, 91, 191, 226, 291 4, 6 72, 73 S21 , S50 , Z50 , S70 , G70 , S71 , G71 , S72 , Z72 , IC, EC, EN, sebesvonat                                                                            |
| 27 | Vác                         | 30 | S70 , G70 , S71 , G71 , S77 , S750 , EC, EN 300, 314, 328, 329, 330, 331, 332, 333, 334, 335, 337, 338, 339, 342, 343, 345, 347, 348, 350, 351, 361, 362, 363, 364, 365, 371, 455 1010, 1013 |
| 34 | Verőce                      | 23 | S70 , G70 350, 351 |
| 36 | Kismaros                    | 21 | S70 , G70 350, 351, 352, 353 |
| 42 | Nagymaros-Visegrád          | 16 | S70 , G70 , EC |
| 44 | Nagymaros                   | 14 | S70 , G70 |
| 51 | Zebegény                    | 8  | S70 , G70 355 |
| 55 | Szob alsó                   | 2  | S70 , G70 354, 355 |
| 57 | Szob végállomás             | 0  | S70 , G70 , EC 332, 350, 354, 355 |